# Tarık Daşgün
Tarık Daşgün (* 26. August 1973 in Ankara) ist ein ehemaliger türkischer Fußballspieler und -trainer. Aufgrund seiner Tätigkeit für Gençlerbirliği Ankara und Fenerbahçe Istanbul wird er mit diesen Vereinen assoziiert. Er galt Mitte der 1990er Jahre als eines der größten Talente im türkischen Fußball. Da er aufgrund seines ungeregelten Privatlebens nicht die erwartete Karriere erreichen konnte, wird er als mahnendes Beispiel für verschwendetes Talent für junge Fußballspieler herangezogen.

## Spielerkarriere

### Gençlerbirliği Ankara
Daşgün durchlief die Nachwuchsabteilung von Gençlerbirliği Ankara und wurde hier 1991 vom damaligen Co-Trainer der türkischen Nationalmannschaft, Fatih Terim, der gleichzeitig als Cheftrainer türkische U-21-Nationalmannschaft und als Direktor der Nachwuchsnationalmannschaften aktiv war, zu einem in Mersin organisierten Auswahlturnier eingeladen. In diesem Turnier wusste Daşgün derart zu überzeugen, dass Terim den befreundeten Vereinspräsidenten von Gençlerbirliği, İlhan Cavcav, anrief und ihm nahelegte, Daşgün in der Profimannschaft aufzunehmen. So wurde Daşgün im Verlauf der Saison 1991/92 mit einem Profivertrag ausgestattet, spielte aber weiterhin etwa ein Jahr lang ausschließlich für die Reservemannschaft des Vereins. Um ihm Spielpraxis in einer Profiliga zu ermöglichen, lieh sein Verein ihn für die Rückrunde an den Drittligisten Yeni Turgutluspor aus. Bei diesem Verein absolvierte er bis zum nächsten Sommer zehn Ligaspiele und erreichte mit ihm durch die errungene Ligameisterschaft den Aufstieg in die 2. türkische Spielklasse. Nachdem er im Sommer 1993 zu Gençlerbirliği zurückgekehrt war, spielte er die Hinrunde der Saison wieder ausschließlich für die Reservemannschaft. Erst mit dem neuen Trainer Augusto Palacios wurde er in den Profikader aufgenommen und gab in der Ligapartie vom 13. Februar 1994 gegen Altay Izmir sein Erstligadebüt. Bis zum Saisonende absolvierte er sieben weitere Ligaspiele ohne dabei besonders aufzufallen. In der Saison 1994/95 erlebte Daşgün unter den Trainern Zafer Göncüler und Metin Türel seinen Durchbruch. So erzielte er in 28 Ligaspielen 13 Ligatore, gab etliche Torvorlagen und wurde so der erfolgreichste Torschütze seines Vereins.

### Fenerbahçe Istanbul
Durch seine guten Leistungen bei Gençlerbirliği wurden die Istanbuler Vereine auf Daşgün aufmerksam, allen voran Fenerbahçe Istanbul und Galatasaray Istanbul. So begannen die Verantwortlichen Fenerbahçes bereits in den letzten Tagen der Saison 199/95 mit den Transferverhandlungen. Nachdem Daşgün von einem Wechsel zu Fenerbahçe schnell überzeugt wurde, blieb der Transfer aufgrund von Uneinigkeiten bzgl. der Ablösesumme lange Zeit in der Schwebe. Daşgüns Verein forderte für ihn eine Ablöse von 100 Milliarden Türkische Lira. Um die Verpflichtung Daşgüns sicherzustellen und eine Verpflichtung Daşgüns vom Erzrivalen Galatasaray Istanbul zu verhindern, entführten die Verantwortlichen Fenerbahçes Daşgün mit dessen Zustimmung und sorgten dafür, dass Daşgün in der Partie vom letzten Spieltag gegen Bursaspor nicht für seinen Verein spielen konnte. Schließlich kam der Wechsel für die damals rekordverdächtige Ablösesumme von 100 Milliarden Lira zustande. Mit seinem Verein konnte er bereits wenige Wochen nach seinem Wechsel den vorsaisonal ausgetragenen TSYD-Istanbul-Pokal holen. Er selbst erzielte während dieses Turniers in zwei Begegnungen ein Tor. Nach diesem Turnier konnte Daşgün verletzungsbedingt nicht vollständig am Mannschaftstraining teilnehmen und wurde deswegen zur Untersuchung zu mehreren Ärzten geschickt. Als teuerste Neuverpflichtung wurde er trotz dieser heiklen Verletzungssituation in der Begegnung vom ersten Spieltag gegen Karşıyaka SK von Spielbeginn an eingesetzt. Nach eigenen Aussagen bat er seinen Trainer Carlos Alberto Parreira am Anfang der zweiten Halbzeit um seine Auswechslung und wurde dann in der 46. Minute durch Bülent Uygun unter starken Schmerzen ausgetauscht. Nach dieser Begegnung fiel Daşgün mehr als ein Monat verletzungsbedingt aus.
Neben seinen Verletzungen fiel er mehrfach durch sein ungeregeltes Privatleben auf und wurde deswegen vom Trainer und Vereinsvorstand wiederholt ermahnt. Obwohl er sowohl vom Vereinspräsidenten Ali Șen wie vom Cheftrainer Parreira sehr lange unterstützt wurde und immer wieder Spieleinsätze erhielt, konnte er die von ihm erwartete Leistung nicht abrufen. Anfang November zog er sich erneut eine Verletzung zu und fiel bis zum Rückrundenstart aus. Mit seinem Verein beendete er die Saison als türkischer Meister. In seiner zweiten Saison bei Fenerbahçe verpflichtete der Verein die Offensivkräfte Jay Jay Okocha, Emil Kostadinov und Saffet Sancaklı. Trotz dieser zunehmenden Konkurrenz schaffte es Daşgün in dieser Saison besser Fuß zu fassen und absolvierte insgesamt 39 Pflichtspiele, in denen er vier Tore erzielte. U. a. war er in dieser Saison am 1:0-Auswärtssieg seiner Mannschaft Fenerbahçe Istanbul gegen den amtierenden englischen Meister Manchester United in der Gruppenphase der UEFA Champions League beteiligt. Mit diesem Sieg beendete er mit seinem Team die 40 Jahre währende Unbesiegbarkeit der Red Devils bei Europapokal-Heimspielen. Für die Saison verpflichtete Fenerbahçe den Kroaten Otto Barić als Cheftrainer. Dieser setzte Daşgün in nur zwölf Pflichtspielen ein, verwies immer auf die Probleme mit Daşgün und deutete darauf hin, dass er mit ihm nicht längerfristig plane. In der Winterpause drängte Barić die Vereinsführung für die Verpflichtung des Offensivspielers John Moshoeu vom Ligarivalen Kocaelispor. Nach dieser Forderung setzen sich einige Vereinsfunktionäre mit Kocaelispor in Verbindung und versuchten in diesem Transfer Daşgün oder dessen Teamkollegen Kubilay Toptaş und Sabin Ilie zu verwenden. Daşgün, der wenige Tage vor diesen Entwicklungen an Antalyaspor ausgeliehen wurde und mit diesem Verein bereits einen Vertrag unterschrieben hatte, erklärte daraufhin, dass er zu Kocaelispor nur als Ausleihspieler gehen würde. Schließlich verpflichtete Fenerbahçe Ende Dezember 1997 neben Moshoeu auch Faruk Yiğit von Kocaelispor und gab als Gegenleistung neben Daşgün und Ilie auch eine Geldsumme von 1,5 Millionen Dollar.
Zusammenfassend konnte er bei den Istanbulern in zweieinhalb Spielzeiten den Erwartungen nicht gerecht werden und schaffte den von ihm erwarteten Durchbruch nicht. Die türkische Fußballpresse und Daşgün selbst führten das größtenteils auf sein ungeregeltes Privatleben zurück. Daşgün genoss nach seinem Wechsel zu Fenerbahçe eher das Istanbuler Nachtleben, nahm die Trainingseinheiten und Trainergespräche nicht mit der notwendigen Seriosität wahr, ernährte sich schlecht und nahm keine Entspannungspausen wahr. Diese in zahlreichen Interviews von Daşgün bestätigten Umstände führten dazu, dass er sich sehr häufig verletzte, außer Form war und so nicht die von ihm erwarteten Leistungen zeigen konnte. Daşgün erwähnte auch, dass er während der Zeit bei Fenerbahçe unreif gewesen war und allein in der Großstadt mit dem plötzlichen Ruhm nicht umgehen konnte. Verstärkt wurde dieser Teufelskreis durch den Umstand, dass Daşgüns direkte Konkurrenten wie z. B. Elvir Bolić, Aykut Kocaman, Dalian Atkinson, Bülent Uygun überzeugten.

### Kocaelispor und Ankaragücü
Nach seinem Wechsel zu Kocaelispor wurde Daşgün vom Cheftrainer Holger Osieck in elf Ligaspielen eingesetzt, erzielte dabei vier Tore, zeigte damit nach zwei Jahren wieder überzeugende Leistungen und wurde erneut für den Kader der türkischen Nationalmannschaft nominiert. Nachdem Kocaelispor zur Saison mit Güvenç Kurtar einen neuen Cheftrainer eingestellt hatte, wurde Daşgün wieder seltener eingesetzt und bereits Ende September 1998 bis zum Saisonende an MKE Ankaragücü ausgeliehen. Bei Ankaragücü erzielte er in 24 Ligaspielen neun Tore und zeigt wieder eine überzeugende Leistung. Nach den guten Leistungen bei den Hauptstädtern wurde Daşgün in der kommenden Saison von Kurtar erst im Kader behalten und in sieben Ligaspielen eingesetzt. Da er hier aber nicht die gleichen Leistungen wie bei Ankaragücü zeigen konnte, wurde er Ende Oktober 1999 samt Ablöse an den Hauptstadtvertreter Ankaragücü abgegeben. Hier knüpfte er nahtlos an seine Vorjahresleistung an und beendete die Saison mit acht Toren in 22 Ligaspielen.

### Yimpaş Yozgatspor
Nach den guten Leistungen bei Ankaragücü wurde Daşgün im Sommer 2000 für eine Ablösesumme von zwei Millionen Dollar vom Ligarivalen Yimpaş Yozgatspor verpflichtet. Bei diesem Verein spielte er nur eine Spielzeit und verließ ihn wieder, nachdem dieser zum Saisonende den Klassenerhalt verfehlt hatte.

### Gençlerbirliği Ankara (2. Periode)
Zur Saison 2001/02 kehrte Daşgün nach sechs Jahren zu seinem ersten Verein Gençlerbirliği zurück. Auch bei diesem Verein blieb er hinter den Erwartungen zurück und verließ ihn bereits nach einer Saison.

### Die Zweit- und Drittligajahre und die Marihuana-Affäre
Ab dem Sommer 2002 begann Daşgün in der 2. Futbol Ligi für Sakaryaspor zu spielen. Für diesen Verein spielte er eineinhalb Spielzeiten lang und wechselte anschließend im Frühjahr 2004 zum Drittligisten Kardemir Karabükspor.
Zur Saison 2004/05 wechselte Daşgün zum Zweitligisten Yimpaş Yozgatspor. Hier wurde er während der Dopingkontrolle vor der Ligapartie vom 13. November 2005 gegen Antalyaspor positiv auf Marihuana getestet. Als Konsequenz für diesen Befund löste sein Verein Yozgatspor ohne das Strafmaß abzuwarten zum 3. Januar 2006 den laufenden Vertrag mit Daşgün auf. Er erhielt wegen des positiven Dopingtests eine Spielsperre von zwei Jahren.

### Dalian Aerbin und Bingölspor
Nach seiner einseitigen Vertragsauflösung mit Yozgatspor und seiner zweijährigen Spielsperre wechselte Daşgün zum chinesischen Verein Dalian Aerbin. Hier spielte er nur zweieinhalb Monate und verließ anschließend diesen Klub.
Im Februar 2008 heuerte er mit dem Ablauf seiner Spielsperre beim Viertligisten Belediye Bingölspor an. Nachdem er bis zum Saisonende für diesen Verein tätig gewesen war, beendete er im Sommer 2008 seine Karriere.

### Nationalmannschaft
Daşgüns Länderspielkarriere begann 1994 mit einem Einsatz für die türkische U-21-Nationalmannschaft.
Im Rahmen eines längerfristigen Nationalmannschaftscamps wurde Daşgün im Sommer 1995 vom Nationaltrainer Fatih Terim, den Daşgün selbst als seinen Entdecker bezeichnet, zum ersten Mal in den Kader der türkischen Nationalmannschaft nominiert. Im Verlauf dieses Turnier gab Daşgün im Testspiel vom 22. Juni 1995 gegen die chilenische Nationalmannschaft sein A-Länderspieldebüt. Nach diesem Turnier spielte er drei weitere Male für die U-21-Auswahl.
Im April 1998 wurde Daşgün nach drei Jahren wieder für den Kader der A-Nationalmannschaft nominiert und absolvierte in einem Freundschaftsspiel gegen die russische Nationalmannschaft sein zweites und letztes A-Länderspiel.

## Trainerkarriere
Ein halbes Jahr nach seinem Karriereende übernahm Daşgün bei seinem ersten Verein Gençlerbirliği Ankara eine Tätigkeit bei der Nachwuchsabteilung des Vereins. Im Sommer 2010 wurde er zum Cheftrainer der Reservemannschaft des Vereins befördert, der Gençlerbirliği Ankara A2.
Zur Saison 2011/12 wurde er beim Zweitverein von Gençlerbirliği, dem Drittligisten Hacettepe SK zum Cheftrainer ernannt und arbeitete dort zwei Jahre lang.
Im Oktober 2014 übernahm er den Viertligisten Van Büyükşehir Belediyespor.

## Erfolge
Mit Yeni Turgutluspor
- Meister der TFF 2. Lig und Aufstieg in die TFF 1. Lig: 1992/93

Mit Gençlerbirliği Ankara
- Fünfter der Süper Lig: 1994/95

Mit Fenerbahçe Istanbul
- Türkischer Meister: 1995/96
- TSYD-Istanbul-Pokalsieger: 1995/96